# Комсомольское городское поселение (Мордовия)
Комсомо́льское городско́е поселе́ние — муниципальное образование в Чамзинском районе Мордовии Российской Федерации.
Административный центр — рабочий посёлок Комсомольский.

## История
Образовано в 2005 году в границах рабочего посёлка.
Законом от 24 апреля 2019 года, Сабур-Мачкасское сельское поселение и одноимённый ему сельсовет были упразднены, а входившие в их состав населённые пункты были включены в Комсомольское городское поселение (рабочий посёлок).

## Население
| 2002    | 2009    | 2010    | 2012    | 2013    | 2014    | 2015    |
| ------- | ------- | ------- | ------- | ------- | ------- | ------- |
| 14 230  | ↘13 633 | ↘13 513 | ↘13 253 | ↘13 109 | ↘13 093 | ↗13 217 |
| 2016    | 2017    | 2018    | 2019    | 2020    | 2021    |         |
| ↘12 971 | ↘12 819 | ↘12 748 | ↘12 525 | ↗12 897 | ↘11 708 |         |

## Состав городского поселения
| № | Населённый пункт | Тип населённого пункта | Население |
| - | ---------------- | ---------------------- | --------- |
| 1 | Комсомольский    | рабочий посёлок        | ↘11 255   |
| 2 | Горбуновка       | посёлок                | ↗11       |
| 3 | Каменка          | деревня                | ↘32       |
| 4 | Сабур-Мачкасы    | село                   | ↗464      |